# 多丝藻科
多丝藻科（学名：Myrionemataceae）為水云目的一科藻类。

## 属
截至2021年8月2日，WoRMS只承認下列三個屬：
- Asterotrichia Zanardini, 1843
- Australofilum A.F.Peters, 2003
- Stegastrum Reinsch, 1890

以下各屬現時改屬其他科：
- 美丝藻属 Compsonema
- 小孢藻属 Microsponigum
- 原水云属 Protectocarpus